# ديزني لاند هونغ كونغ

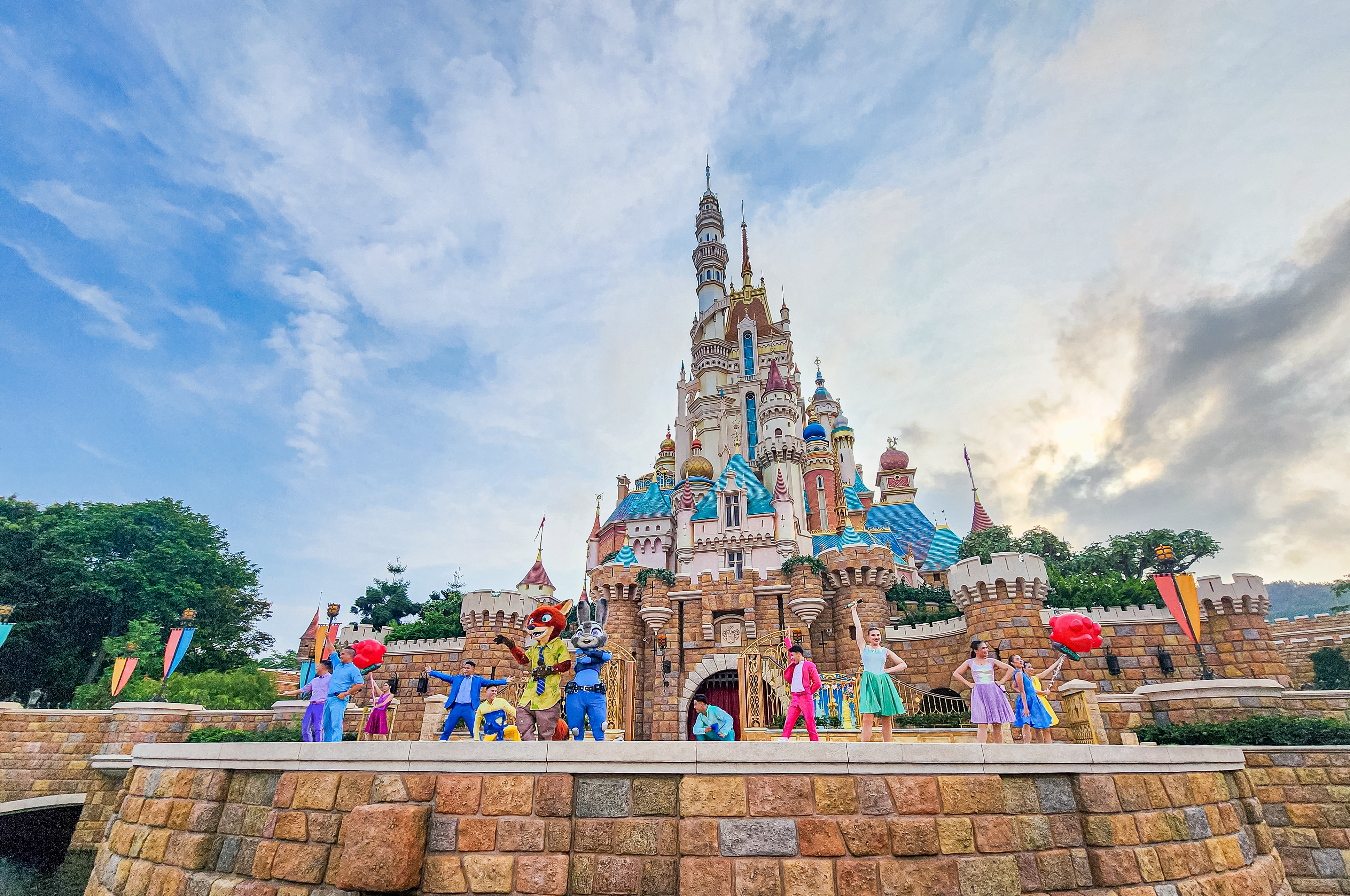
عرض الصوت والضوء في قلعة الحديقة

ديزني لاند هونغ كونغ حديقة للألعاب في هونغ كونغ وهو فرع لديزني لاند فرنسا وتديره شركة هونغ كونغ الدولية للحدائق بالاشتراك مع شركة والت ديزني وحكومة هونغ كونغ.
الفرع الخامس لمتنزه ديزني لاند، يقع في منطقة على أراضي تم استصلاحها بخليج بيني في جزيرة لانتو، بعد سنة من المفاوضات تم البدأ في البناء، وافتتحت الحديقة للزوار بتاريخ 12 سبتمبر 2005 ، وقد حاول المنتزه تجنب المشاكل الثقافية بإدخال عدة تقاليد صينية شعبية قبل البناء لإعطاء رونق محلي للمنتزه والالتزام بقوانين فينج شوي .
و ينقسم المجمع إلى أربعة أقسام كبرى كحال ديزني لاند وهي : الشارع الرئيسي - أمريكا ، أرض الفانتازيا ، أرض المغامرات وأرض الغد ولم يتم بعد بناء قسم (الأرض الخارجية) ويمكن إدراجه ضمن الخطط المستقبلية للحديقة. وتستعمل اللغة الصينية والإنجليزية واليابانية للتواصل والتوجيه داخل الحديقة إضافة لبعض اللغات المحلية كالكانتونيسية والماندارزونية .
تستطيع الحديقة استقبال 34 ألف زائر يوميًا، وهي أصغر حديقة ديزني لاند في العالم. وقد استطاعت حتى الآن تحقيق الأهداف التي سطرتها بجذب أكبر عدد من الزوار، واستطاعت تحقيق ذلك في السنة الأولى 5.2 مليون زائر، وأقل من المستهدف في السنة الثانية بـ 5.6 مليون زائر قبل أن ينخفض العدد بنسبة 20 في المئة في السنة الثالتة ب4 ملايين زائر مما استطاع معه المسؤولون المحليون بتوجيه سهام النقد للحديقة، التي استطاعت رغم ذلك جذب 4.5 مليون زائر سنة 2008 ليصل مجموع أعداد الزوار منذ التأسيس إلى 15 مليون .
تصل مساحة الحديقة الكاملة إلى 310 فدان لذلك يعتبر حجمها صغيرًا مقارنة مع باقي حدائق ديزني لاند حول العالم حيث أنه يعتبر الأصغر بينهم؛ و لذلك يقوم مسؤولوا الحديقة بعدة خطط للتوسيع على مدار الـ 15 سنة القادمة حيث ستضيف قسمين جديدين كليًا ويتوقع مع ذلك زيادة عدد الزوار في قادم السنين إلى 10 ملايين سنويًا .

## أقسام الحديقة
تتوزع الحديقة إلى أربعة أقسام سبق ذكرهم أعلاه وهم الشارع الرئيسي - أمريكا ، أرض الفانتازيا ، أرض المغامرات وأرض الغد .

### الشارع الرئيسي، أمريكا (Main Street, U.S.A)
نجد فيه عدة أقسام أيضًا :

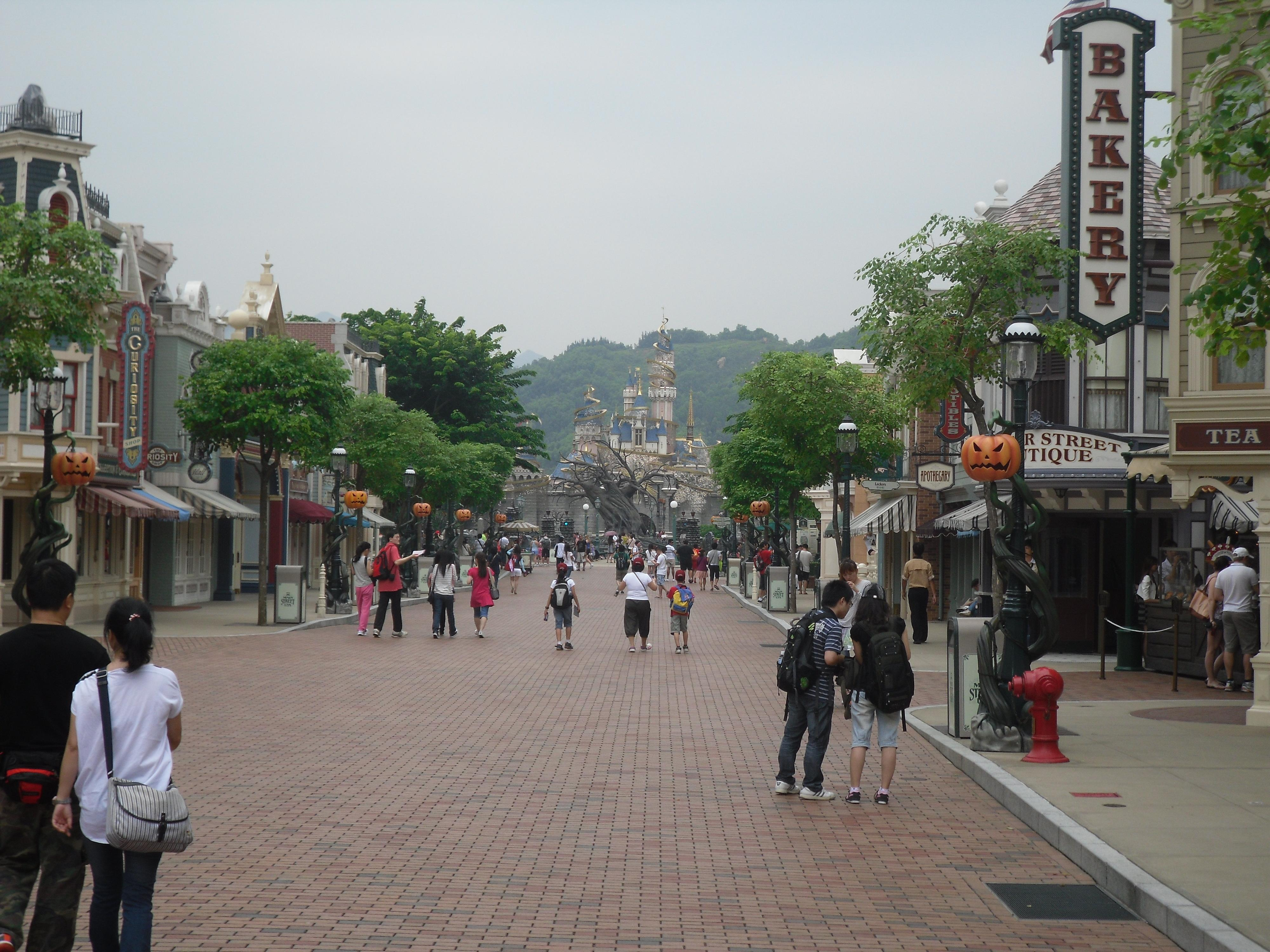
„Main Street USA“ in Hong Kong Disneyland

- أكاديمية الانيميشن "الرسوم المتحركة"( Animation Academy)
- سكة حديد ديزني لاند هونغ كونغ (Hong Kong Disneyland Railroad )
- فن التحريك (Art of Animation )
- الشارع الرئيسي للسيارات (Main Street Vehicle )
- ديزني في عرض (Disney on Parade )
- هاي سكول ميوزيكال: مباشرة (High School Musical: LIVE! )
- مختبرات الهاتف المتنقل موبيت (Muppet Mobile Lab )

### أرض المغامرات (Adventureland)
تنقسم هي الأخرى لعدة أقسام :
- أدغال نهر كروز (Jungle River Cruise )
- سلسلة منازل طرزان الثلاثة (Raft to the Tarzan's Treehouse )
- جزيرة طرزان (Tarzan Island )
- مهرجان الأسد الملك (Festival of the Lion King )
- ليكي تيكي (Liki Tikis )

### أرضالفانتازيا(Fantasyland)
تنقسم لعدة أقسام :
- عالم ميكي السحري (Mickey's PhilharMagic )
- عربة سندريلا (Cinderella Carousel )
- مغامرات ويني الدبدوب (The Many Adventures of Winnie the Pooh )
- دمبو الفيل الطائر (Dumbo the Flying Elephant )
- حديقة الخيال (Fantasy Gardens )
- محطة قطار أرض الفانتازيا (Fantasyland Train Station )
- كؤوس شاي القبعجي أبو تكه (Mad Hatter Tea Cups )
- قلعة الأميرة النائمة (Sleeping Beauty Castle )
- السيف المغمور (Sword in the Stone )
- تحات ميكي الذهبية (The Golden Mickeys )
- كهف سنو وايت (Snow White Grotto )
- إتس آه سمول ورلد - إنه عالم صغير (It's a Small World )

### أرض الغد (Tomorrowland)
ينقسم لعدة أقسام مختلفة :
- جبل الفضاء (Space Mountain )
- طنانة بظ يطير (Buzz Lightyear Astro Blasters )
- أوربترون (Orbitron )
- أتوبيا (Autopia )
- لقاء ستيتش (Stitch Encounter )
- منطقة إيفو الأطباق الطائرة( UFO Zone )